# Культура Кентукки

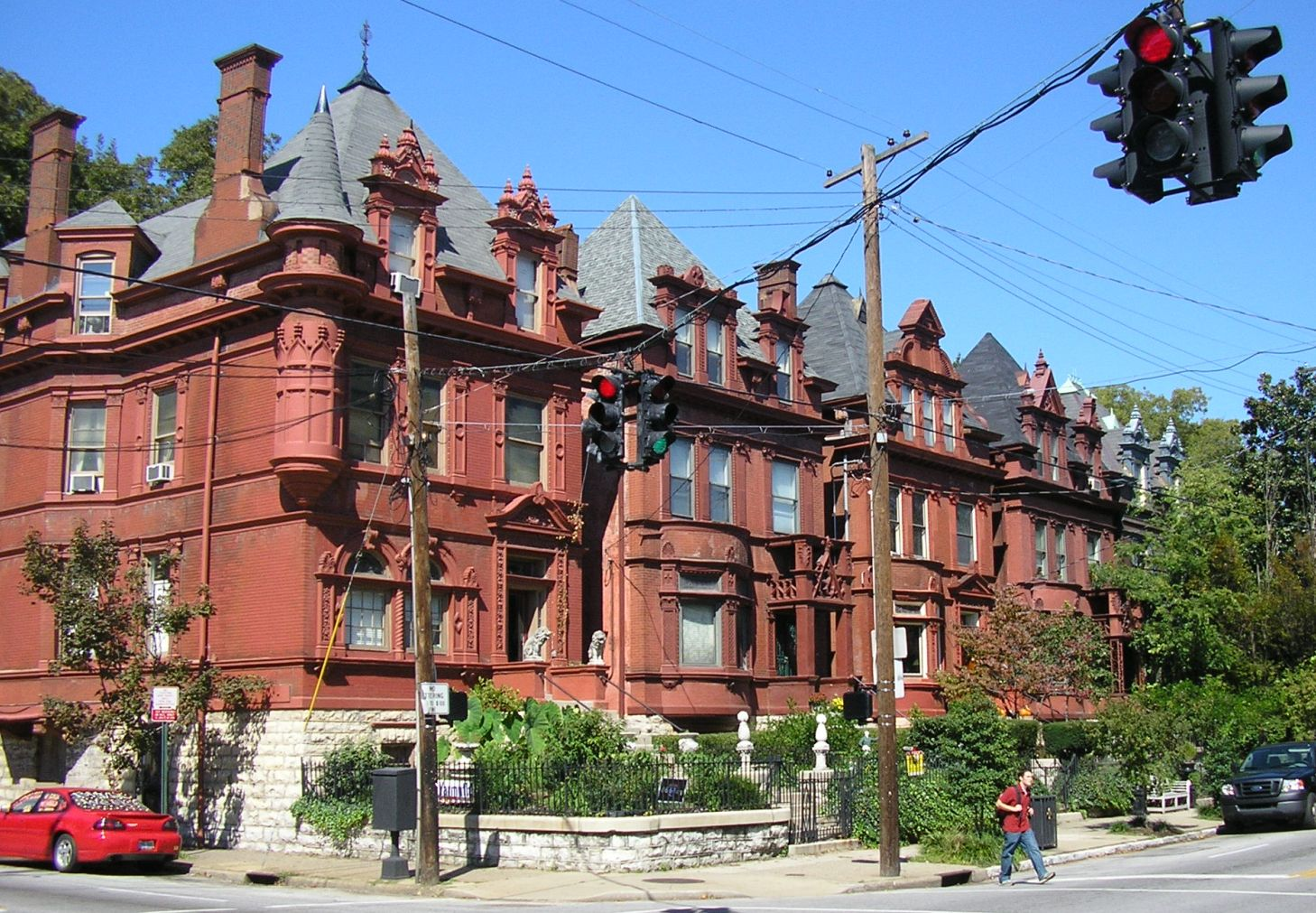
Старый Луисвилл — крупнейший исторический район Викторианской эпохи в Соединённых Штатах

Культура Кентукки — часть культуры южных штатов США с многочисленными влияниями, в частности культуры региона южной Апалачии и Верхнего Юга. Штат Кентукки славится бурбоном и виски, табаком, скачками.

## История культуры
Состав населения штата Кентукки похож на состав населения Верхнего Юга. В течение XIX века в Кентукки прибыло значительное количество немецких иммигрантов, которые поселились вдоль реки Огайо, в Луисвилле, Мейсвилле, Ковингтоне и Ньюпорте и оказали влияние на культуру штата. При этом доля немецкого населения Кентукки не была столь высока, как в некоторых других южных штатах.
Кентукки был рабовладельческим штатом, и чернокожие когда-то составляли более четверти его населения. Однако в нём не было системы хлопковых плантаций, на табачных плантациях (в западной и центральной частях штата) не было такого большого процента чёрных рабов, как на Глубоком Юге. В настоящее время менее 8 % нынешнего населения Кентукки составляют чернокожие, значительная часть которого принадлежит к сельскому населению. Кентукки принял систему расовой сегрегации Джима Кроу в большинстве общественных сфер после Гражданской войны, при этом штат никогда не лишал афроамериканских граждан избирательных прав, мирно интегрировал свои школы в 1954 году. В 1966 году был принят первый закон штата о гражданских правах на Юге.
Кентукки отмечает День памяти Конфедерации 3 июня (день рождения Джефферсона Дэвиса).

## Фестивали
Крупнейшему дню скачек (Дерби в Кентукки), предшествует двухнедельный фестиваль в Луисвилле. Луисвилл также принимает у себя ярмарку и Шекспировский фестиваль. Город Оуэнсборо, прозванный «Мировой столицей барбекю», каждый год проводит Международный фестиваль барбекю. Бардстаун проводит фестиваль бурбона (хотя легенда приписывает изобретение бурбона баптистскому священнику и его чёрному рабу в Джорджтауне). Гласгоу имитирует шотландский Глазго собственной версией Игр горцев, а Стерджиспроводит мини-версию ежегодного мотоциклетного ралли Стерджиса. В Бентоне в честь батата проводится День картофелин. Жители Кларксона в округе Грейсон отмечают связь своего города с медовой промышленностью фестивалем мёда.

## Музеи
В Боулинг-Грине с 1994 года существует Национальный музей Chevrolet Corvette. В небольшом посёлке Фэрвью, в котором родился будущий президент Конфедеративных Штатов Америки Джефферсон Дэвис, построен в его честь мемориал. В Ходженвилле, на родине Авраама Линкольна, ежегодно проводится празднование Дней Линкольна (в 2008 году прошло Национальное празднование двухсотлетия Авраама Линкольна).

## Архитектура
Старый Луисвилл представляет собой крупнейший исторический заповедник викторианской архитектуры. Именно в этом месте проводится крупнейшая в США выставка искусств Сент-Джеймс Корт. В этом месте на Южной выставке (1883—1887) впервые была публично продемонстрирована лампочка Томаса Эдисона.

## Музыка
В Кентукки слушают музыку кантри, особенно блюграсс.
Международный музыкальный музей блюграсса расположен в Оуэнсборо, а ежегодный фестиваль блюграсса проводится в Лексингтоне.
В районе Ренфро-Валли, «столице кантри-музыки Кентукки», создан Зал славы музыки Кентукки (конец 1980-х годов). Здесь выступали Ред Фоли, Хомер и Джетро, Лили Мэй Ледфорд и Original Coon Creek Girls, Марта Карсон и многие другие. На местной радиостанции транслируется Renfro Valley Gatherin', вторая старейшая постоянно транслируемая радиопрограмма Америки.
Уроженцы Кентукки:
- Звезда современной христианской музыки Стивен Кертис Чепмен (Падьюкиа)
- члены Зала славы рок-н-ролла The Everly Brothers (в округе Мюленберг родился старший брат Дон)
- авторы мелодии к песенке «С Днем Рождения тебя» (в 1893 году) сёстры Пэтти и Милдред Хилл

- Лоретта Линн (округ Джонсон)
- Билли Рэй Сайрус (Флэтвудс)
- Билл Монро, «Отец блюграсса» (городок Розин в округе Огайо)
- Рикки Скэггс (Лоренс)
- Кит Уитли, Дэвид «Стрингбин» Акеман, Луи Маршалл «Дедушка» Джонс, Сонни и Бобби Осборны и Сэм Буш (которого сравнивают с Монро) все родом из Кентукки

Жившие в Кентукки:
- джазовый музыкант Лайонел Хэмптон (оспаривается)
- легенда блюза У. К. Хэнди
- певец R&B Уилсон Пикетт

В Кентукки были сформированы поп-группы Midnight Star и Nappy Roots, а также кантри-группы The Kentucky Headhunters, Montgomery Gentry и Halfway to Hazard, а также удостоенные премии Dove христианские группы Audio Adrenaline (рок) и Bride (метал).

## Кухня

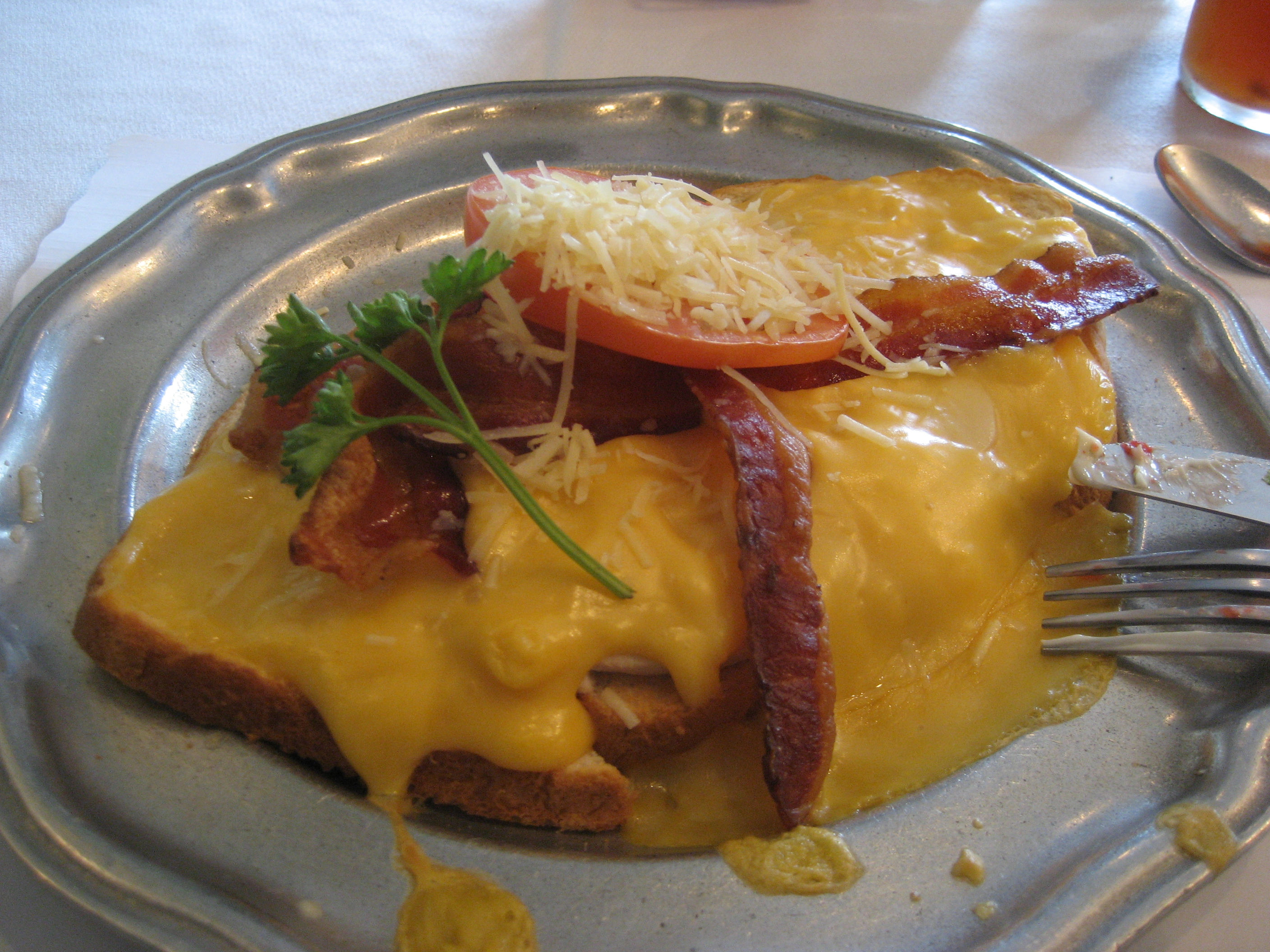
Hot Brown впервые был подан в отеле Brown в Луисвилле.

Кухня Кентукки является частью традиционной южной кухни, может сочетать элементы как Юга, так и Аппалачей. Оригинальное блюдо из Кентукки называется Hot Brown, представляет собой слои: тосты, индейка, бекон, помидоры и сверху соус морне. Знаменит коктейль Олд фешен. В западном Кентукки сложился свой региональный стиль барбекю.

## Коллекционный бурбон
Кентукки это место коллекционных старинных спиртных напитков, в частности бурбона. Выдержка спиртного насчитывает десятилетия. Регуляция осуществляется «Законом Кентукки о винтажных спиртных напитках» 2018 года, известным как House Bill 100, почти во всех других штатах США такие продажи являются незаконными.
Одновременно Кентукки является частью Библейского пояса, в котором не одобряется употребление алкоголя.